# Quintela de Lampaças
Quintela de Lampaças is een plaats (freguesia) in de Portugese gemeente Bragança en telt 285 inwoners (2001).